# Franz Metzner (Bildhauer)

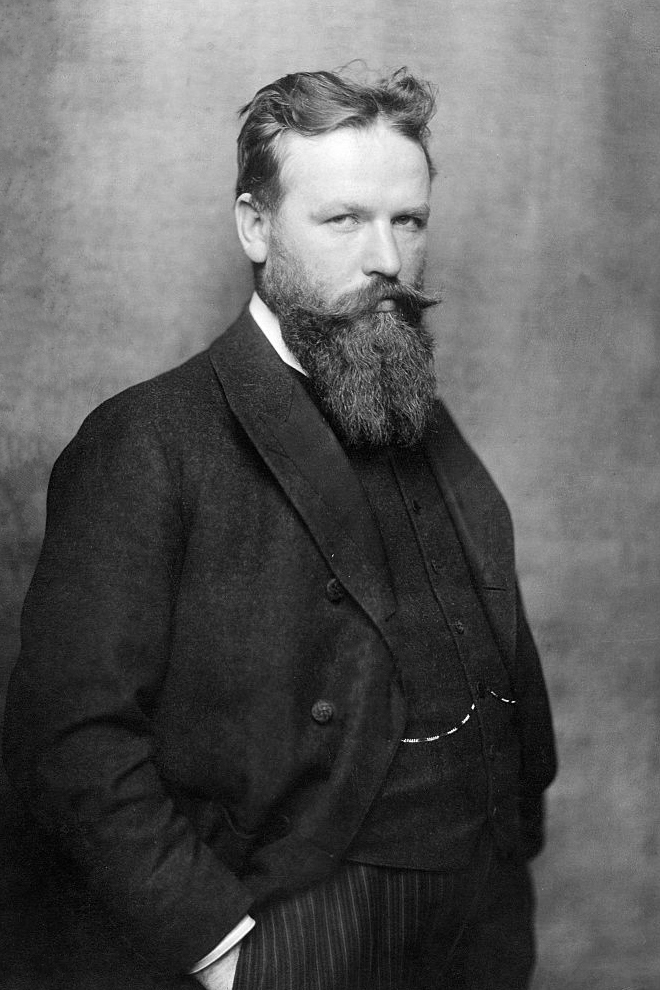
Franz Metzner

Franz Metzner (* 18. November 1870 in Wscherau, Böhmen, Österreich-Ungarn; † 24. März 1919 in Zehlendorf) war ein österreichischer Steinmetz und Bildhauer, der lange Zeit in Berlin lebte und arbeitete. Seine Kunst stand in der Tradition des Symbolismus und der Wiener Secession.

## Leben und Wirken

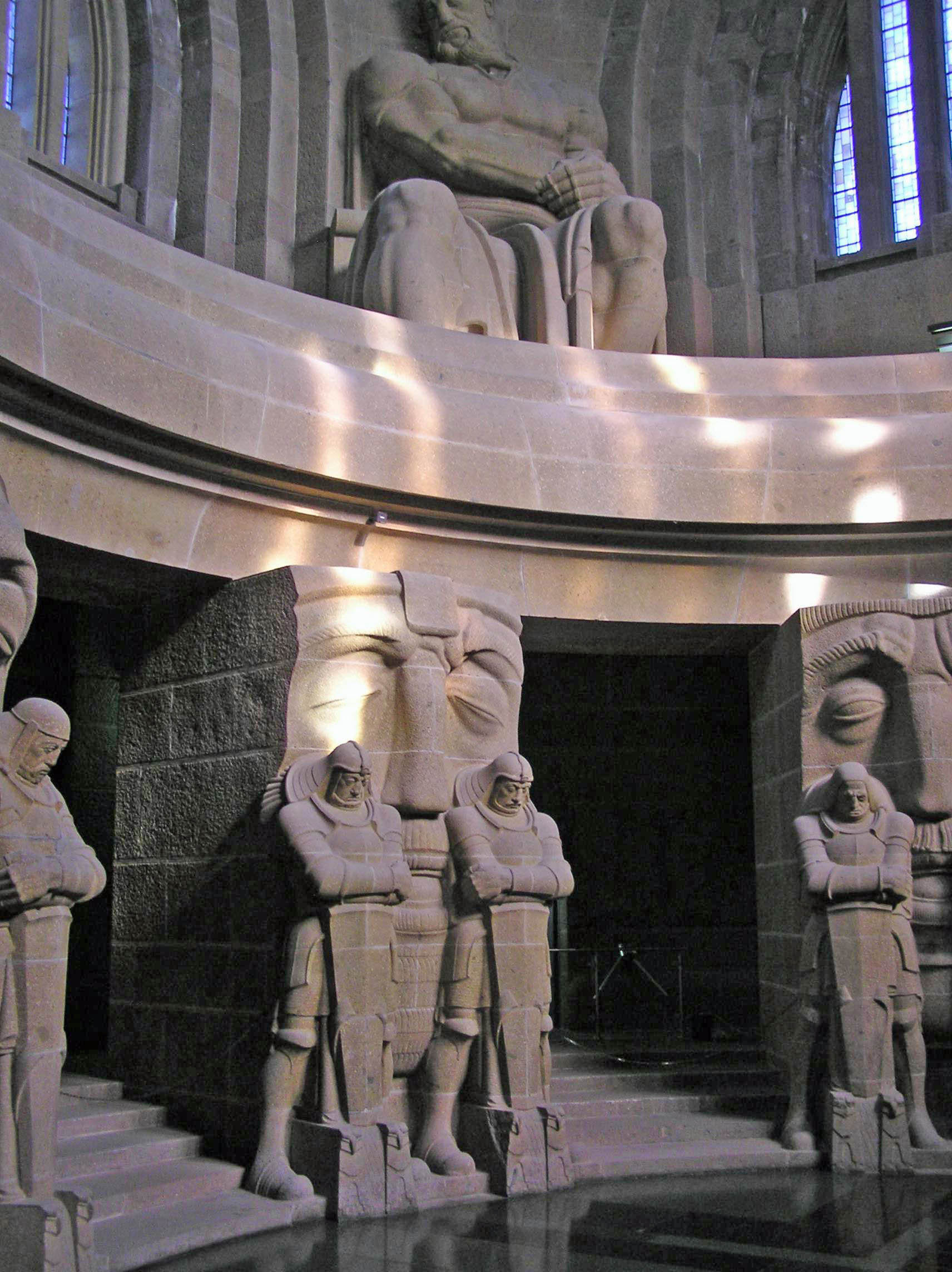
Die „Schicksalsmasken“ mit den davor stehenden Kriegerfiguren in der Krypta des Völkerschlachtdenkmals

Der in Böhmen geborene Franz Metzner begann 1886 in Pilsen eine Lehre zum Steinmetz. Nach der Ausbildung arbeitete er zwischen 1890 und 1894 in verschiedenen Werkstätten, in denen er sich autodidaktisch weitere Kenntnisse der bildhauerischen Gestaltung aneignete, wie im Atelier von Christian Behrens in Breslau, in Zwickau, Dresden und Hamburg. Studienreisen führten ihn nach Paris und Italien.
Von 1894 bis 1903 lebte Metzner in Berlin. In seinem 1896 eingerichteten Atelier gestaltete er kunstgewerbliche Gegenstände und Modelle für die Königliche Porzellan-Manufaktur. In diesen Werken zeigte sich früh ein harmonisches Zusammenspiel von Symbolismus und Jugendstil. Für seine Skulpturen erhielt er 1900 auf der Weltausstellung in Paris große Anerkennung.
Der eher nationalistisch orientierte Metzner schloss sich 1902 der als „Orden vom wahren Leben“  konzipierten „Neuen Gemeinschaft“ an, deren Mitglieder freie Lebensformen außerhalb der Konventionen des Wilhelminismus anstrebten. In Zusammenarbeit mit dem Maler „Fidus“ gestaltete er die Wände der Wohnung in der Uhlandstraße 144 in Berlin-Wilmersdorf aus, die für Versammlungen und Aktivitäten Gleichgesinnter von der Gemeinschaft angemietet wurde.
Der vierte Platz in einem Wettbewerb für ein Kaiserin-Elisabeth-Denkmal im Volksgarten Wien brachte ihm 1903 eine Professur für die Modellierklasse an der dortigen Kunstgewerbeschule. In der österreichischen Hauptstadt pflegte er Kontakte mit Künstlern und Architekten der Wiener Secession und wurde Mitglied der unter anderem von dem Architekten Josef Hoffmann gegründeten Wiener Werkstätte. An dessen vollständig im Secessionsstil zwischen 1905 und 1911 erbautem Palais Stoclet in Brüssel beteiligte sich Metzner an der Innenraumgestaltung in Zusammenarbeit mit weiteren namhaften Künstlern wie Gustav Klimt, Berthold Löffler oder Richard Luksch.

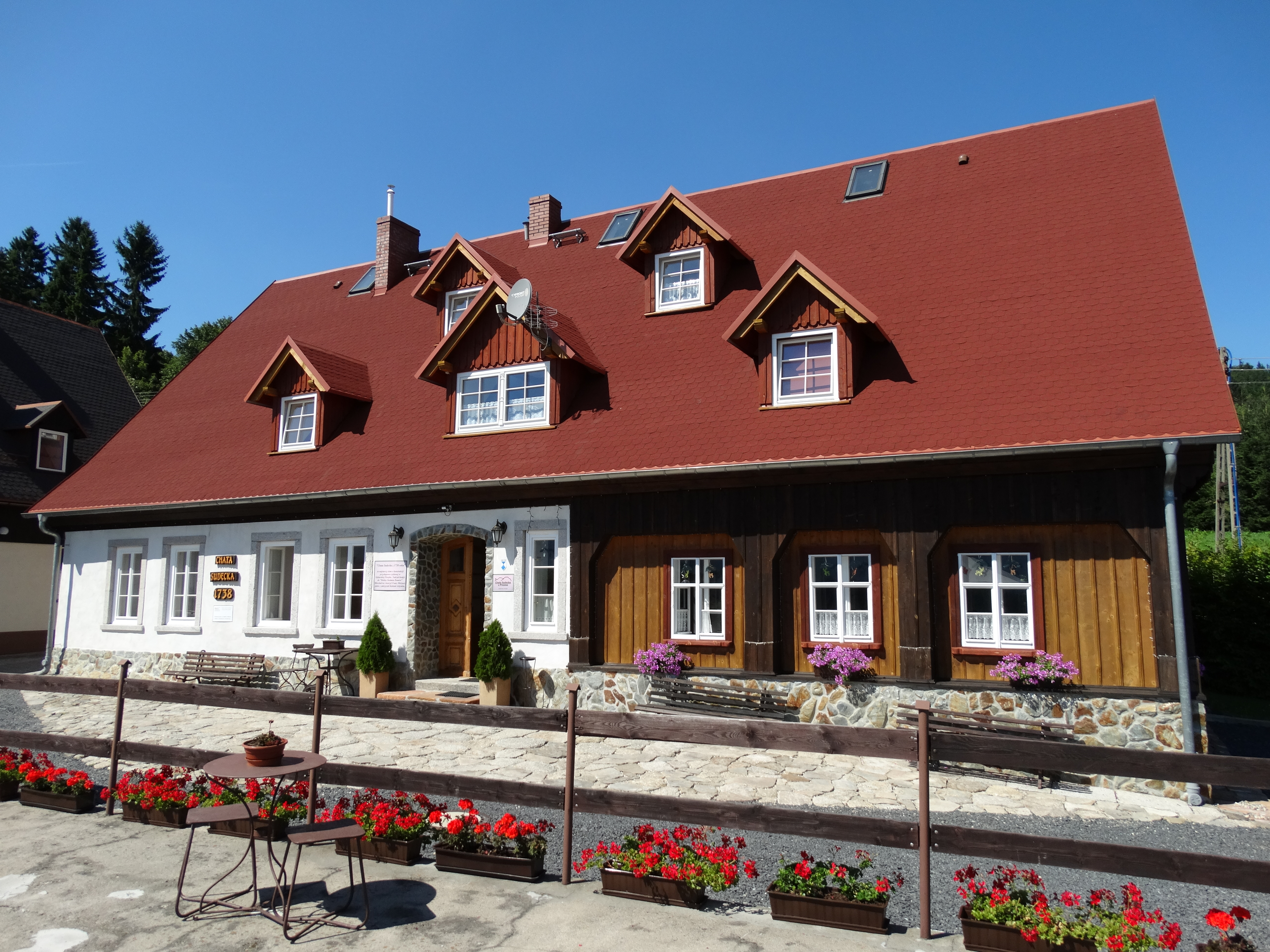
Ehem. Sommer-Wohnhaus von Franz Metzner in Schreiberhau

Ein bereits 1904 erstellter Entwurf für einen „Nibelungen-Brunnen“ vor der Wiener Votivkirche wurde nicht ausgeführt. Erst Jahre später, zwischen 1924 und 1945, fand jedoch das Kernstück des Brunnens, die krönende Bronzefigur des Rüdiger von Bechelaren, in Gablonz an der Neiße als sogenannter „Rüdiger-Brunnen“ seinen Platz, der 1970 auf der Anlage vor der Herz-Jesu-Kirche in der Vertriebenengemeinde im bayrischen Neugablonz wiedererrichtet wurde.
1905 konnte ihn der Architekt Bruno Schmitz für die Bildhauerarbeiten am Leipziger Völkerschlachtdenkmal gewinnen. Metzner trat damit die Nachfolge des im selben Jahr verstorbenen Christian Behrens an. 1906 verließ er Wien und kehrte nach Berlin zurück, um näher an seinem neuen Arbeitsplatz zu sein. In Zehlendorf baute er für sich und seine Familie ein Wohnhaus mit Werkstatt nach eigenem Entwurf und fertigte für das Völkerschlachtdenkmal die „Schicksalsmasken“ und Monumentalfiguren in der Ruhmeshalle, den Reiterfries in der Innenkuppel sowie die zwölf, fast 13 Meter hohen „Krieger der Freiheitswacht“ an der Außenkuppel. In Zusammenarbeit entstand zudem die nach Plänen von Bruno Schmitz gestaltete Grabanlage der Familie Max Krause auf dem Friedhof IV der Gemeinde Jerusalems- und Neue Kirche in Berlin-Kreuzberg. Die 1907 fertiggestellte Grabstätte, auf der Metzner die plastischen Arbeiten ausführte, gilt als sepulkrales Hauptwerk des symbolistischen Jugendstils in Berlin.
Auf der „Ersten Zürcher Raumkunstausstellung“ im Herbst 1908 wurde die Inneneinrichtung eines Bibliothekszimmers nach Entwurf der Zürcher Architekten Streiff und Schindler gezeigt, für dessen feste Einbauten Metzner expressive geschnitzte Masken der vier Temperamente „Sanguiniker“, „Melancholiker“, „Phlegmatikus“ und „Cholerikus“ schuf.
In Berlin und Prag gestaltete er zahlreiche Fassaden von Geschäftshäusern mit bauplastischem Schmuck, in Berlin unter anderem an dem von Bruno Schmitz 1905/1907 erbauten Weinhaus Rheingold an der Bellevuestraße, dem von William Müller 1910/1911 errichteten Verlagshaus J. Springer in der Linkstraße oder dem nach Entwurf von Oskar Kaufmann 1912/1913 am Nollendorfplatz ausgeführten Lichtspielhaus „Cines-Theater“. Alle drei Gebäude wurden im Zweiten Weltkrieg zerstört. Noch erhalten ist die Volksbühne am damaligen Bülowplatz, heute Rosa-Luxemburg-Platz, für die Metzner 1914 die Bildwerke schuf. 1909 entstanden Arbeiten am Geschäftshaus des Wiener Bankvereins in Prag und 1910 für das dortige Gebäude der tschechischen Zuckerindustrie.
Franz Metzner war Mitglied im Deutschen Künstlerbund und bereits Teil der ersten Ausstellung 1904. 1919 wurde er zum Mitglied der Preußischen Akademie der Künste, Sektion für die Bildenden Künste, berufen. Noch im gleichen Jahr verstarb Metzner im Alter von 48 Jahren an der Spanischen Grippe. Beigesetzt wurde er auf dem Friedhof Zehlendorf. Das Grab ist nicht erhalten.
1920 wurden auf der „Kunstschau 1920“ in der Österreichischen Galerie Werke der Secessionisten ausgestellt, zu denen auch einige von Metzner geschaffene Skulpturen zählten. Im selben Jahr gründeten in Böhmen deutsche Künstler in Erinnerung an ihn den Metznerbund, der bis 1945 bestand.

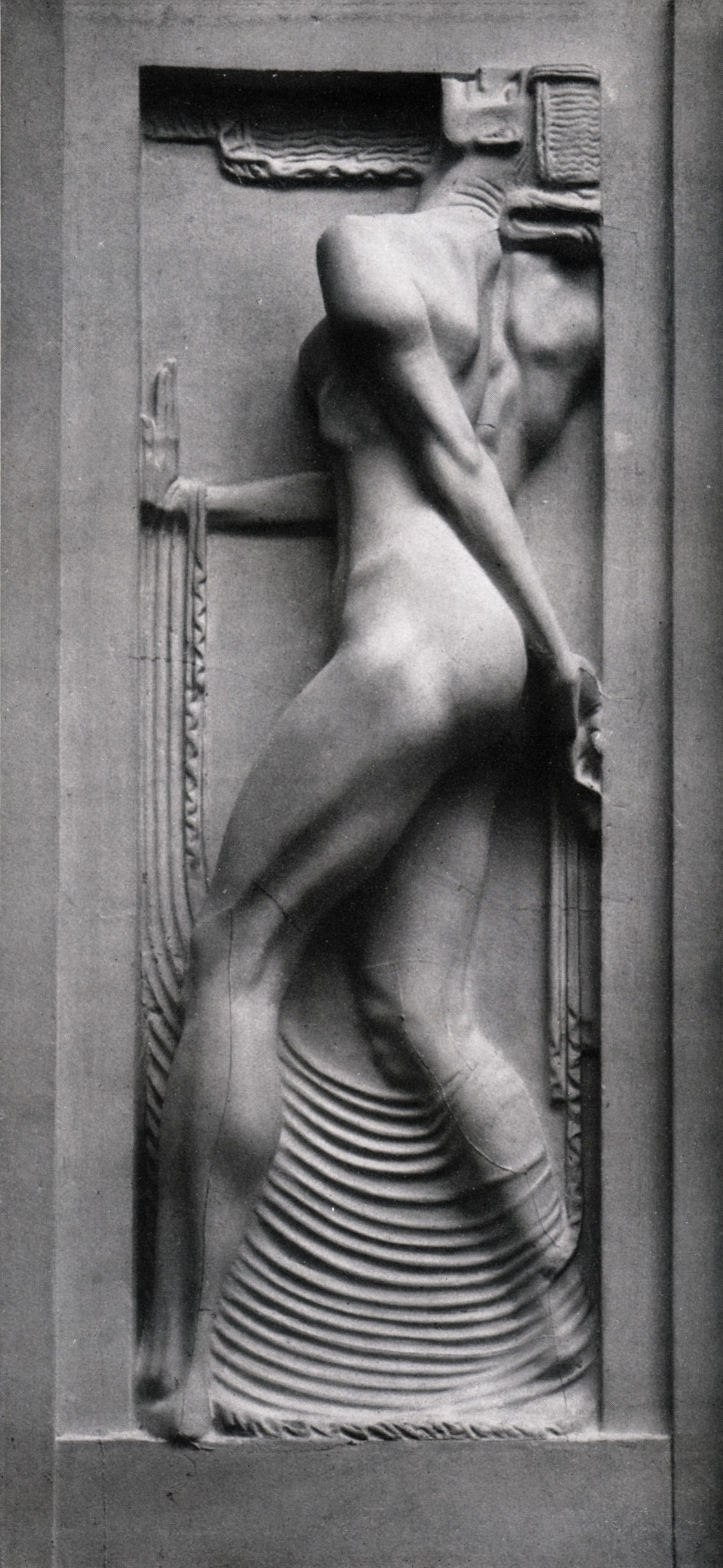
Fassadenrelief am Weinhaus Rheingold an der Bellevuestraße, 1907
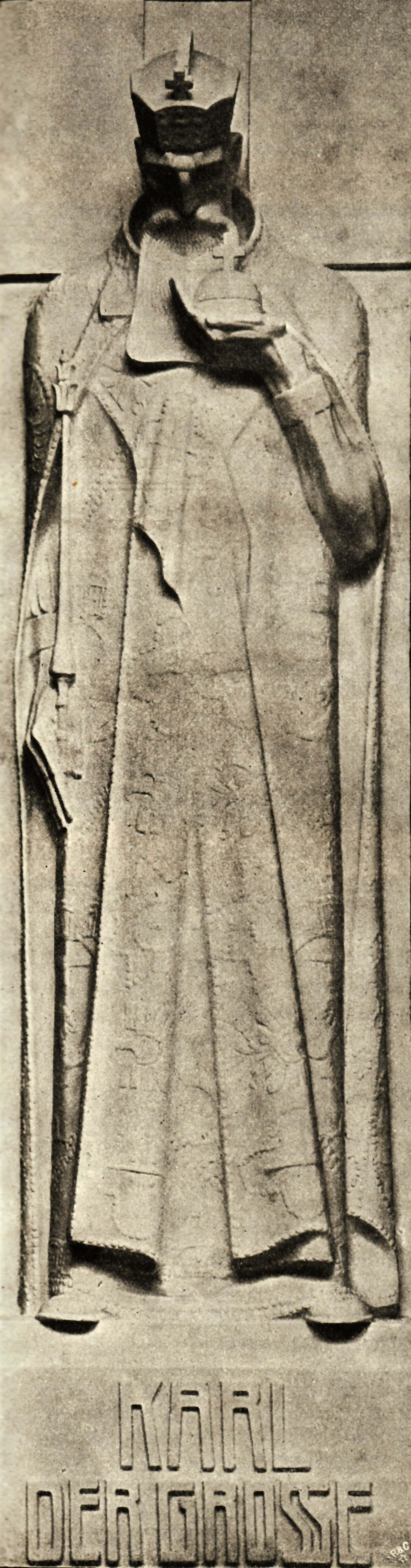
Statue im Kaisersaal des Weinhauses Rheingold, 1907
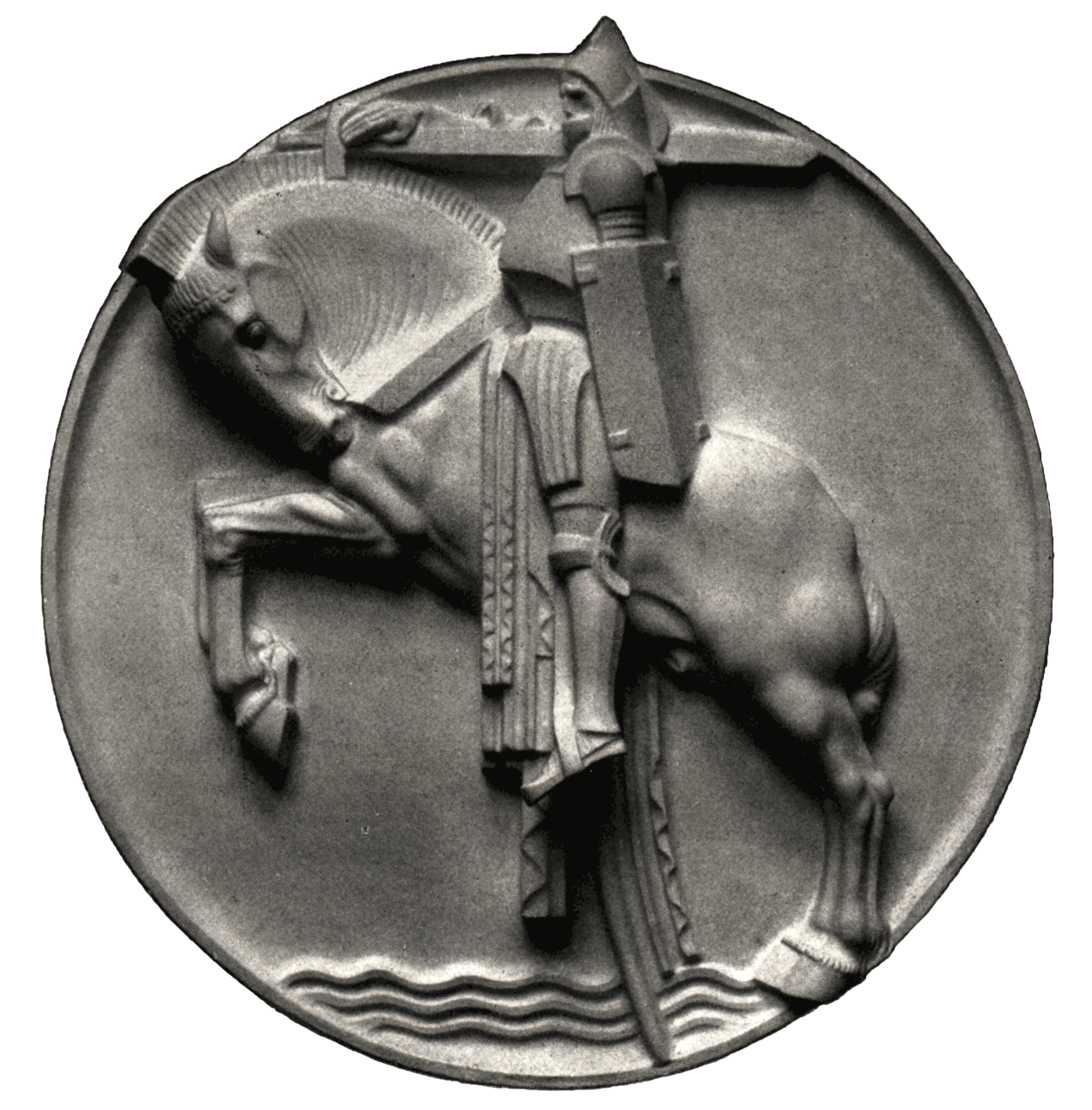
Rittermedaillon im Kaisersaal, 1907
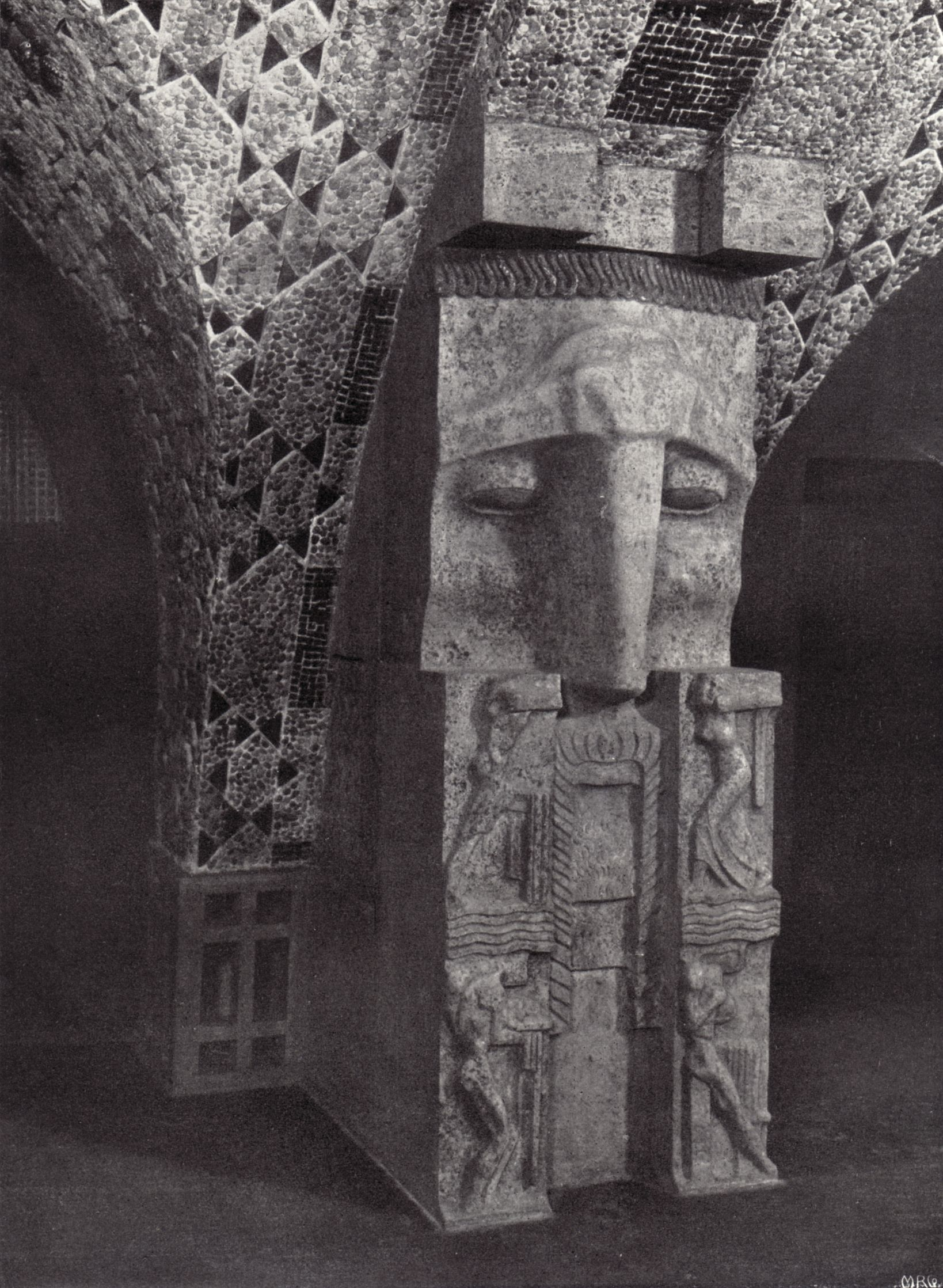
Gewölbepfeiler im Steinsaal des Weinhauses Rheingold, 1907